# Leuchtturm Peggy’s Point
Der Leuchtturm Peggy’s Point im kanadischen Peggy’s Cove markiert die östliche Einfahrt in die St.-Margaret’s-Bucht. Das Dorf Peggy’s Cove liegt auf einer Landzunge, deren südwestliche Spitze als Peggy’s Point bezeichnet wird. Umgangssprachlich wird der Leuchtturm manchmal als Peggy’s-Cove-Leuchtturm bezeichnet. Der Leuchtturm befindet sich auf der 339 Kilometer langen Leuchtturmroute entlang der Atlantikküste Nova Scotias und gehört zu den Hauptsehenswürdigkeiten dieser Provinz. Er hat weit über die regionalen Grenzen hinaus Wahrzeichencharakter.

## Geschichte
Der Betonschaft des 15 Meter hohen Turmes ist weiß; seine Metallkanzel ist rot. Die Querschnitte des sich nach oben verjüngenden Schaftes sowie der Kanzel sind achteckig. Der oberste Teil des Schaftes kragt leicht heraus und umringt die Kanzel mit einer durch eine Kette umgebenden kleinen Außenplattform. Die Kennung ist ein roter Blitz im 5 Sekundenabstand (engl. Fl. R. 5s) und ähnlich selten wie der deutsche Leuchtturm in der Ostsee von 1855, Leuchtturm Greifswalder Oie – mit einer linksdrehenden Optik. Der jetzige Leuchtturm von 1915 ersetzte einen hölzernen Leuchtturm aus dem Jahr 1868. Während des Zweiten Weltkrieges diente der Turm den Kanadischen Seestreitkräften als Funkstation.
Mehrmals wurde die Kennung geändert, 1969 wurde die weiße Laterne durch eine rote Laterne ersetzt, 1979 das Licht von Weiß auf Grün, 1992 Fest-Grün, 2009 Fest-Rot

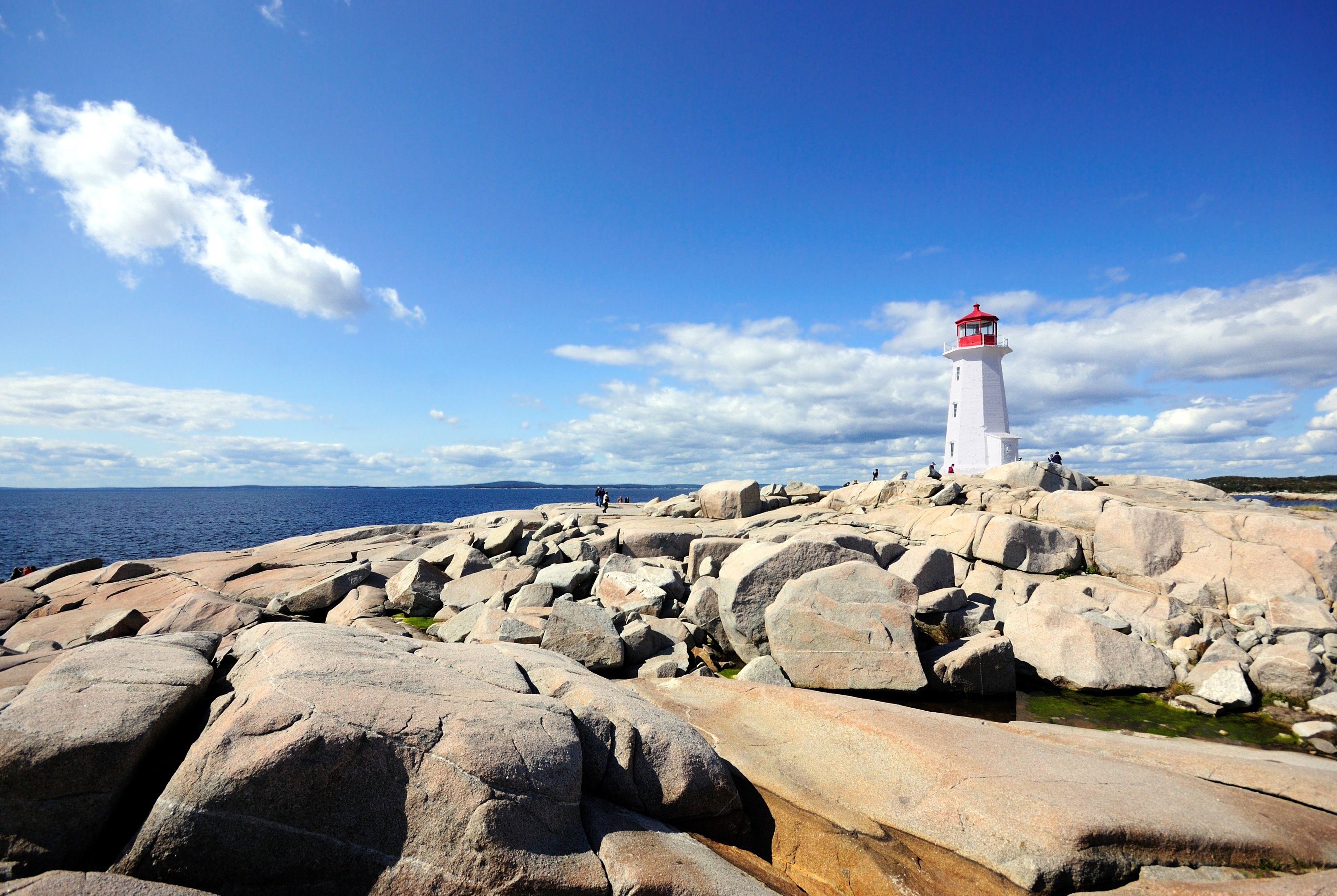
Felslandschaft von Peggy’s Point mit Leuchtturm
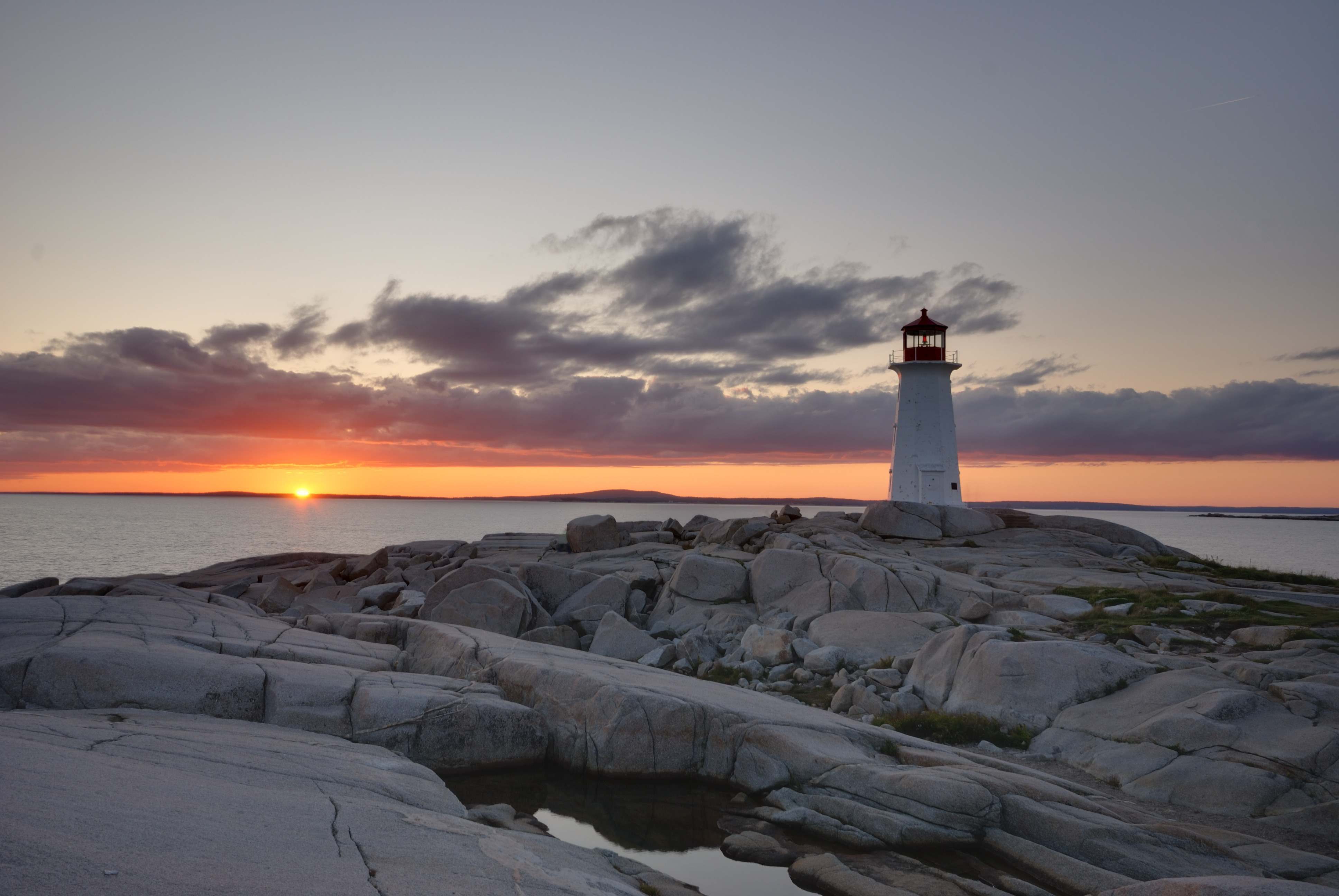
Leuchtturm bei Sonnenuntergang
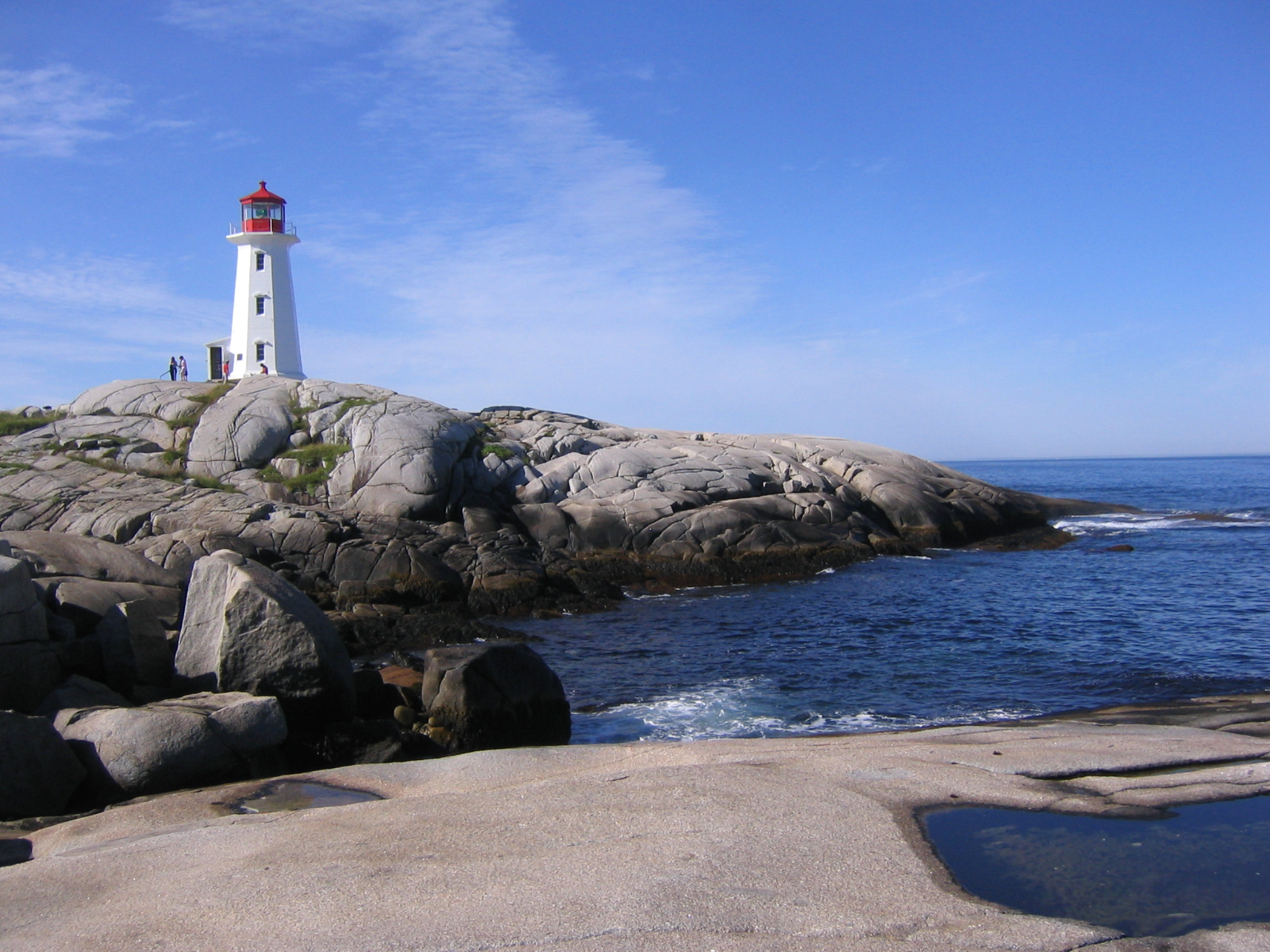
Leuchtturm von Norden

## Sonstiges
Das Motiv des Leuchtturms war 1992 auf den 25-Cent-Münzen des Kanadischen Dollar geprägt. Außerdem erschienen 2017 zwei 10-Dollar-Silbermünzen mit dem Leuchtturm Peggy’s Point.
Mit dem Leuchtturm als Abbild von Peggy's Point wurde 2002 durch die Canada Post eine Briefmarke mit einem Nominal von 1.25 C$ herausgegeben.